# MI7
Pour les articles homonymes, voir MI7 (homonymie).
Le MI7, la section no 7 (désormais close) du renseignement militaire britannique, était un département de la Direction du renseignement militaire (en) du Royaume-Uni. Branche du War Office, le MI7 couvrait les domaines de la propagande et de la censure.

## Histoire
En février 1915, une Direction du Renseignement Spécial (Directorate of Special Intelligence) a été créée et s'est muée en MO7, une branche du War Office dédiée aux relations publiques ; c'est le MO7 qui a permis aux premiers correspondants de guerre de visiter le Front de l'Ouest en mai 1915, en garantissant aux autorités militaires un contrôle sur leur travail. En janvier 1916, à la suite d'une réorganisation de l'État Major Général, une nouvelle Direction du Renseignement Militaire a vu le jour et le MO7 y est devenu le MI7.

## Organisation
La section numéro 7 du Renseignement Militaire (Military Intelligence 7) était organisée en séries de sous-sections que l'on identifiait par des lettres minuscules entre parenthèses. Les missions précises de chaque sous-section variaient avec le temps, mais couvraient généralement les domaines suivants :
- MI7 (a) - censure.
- MI7 (b) - propagande locale et étrangère, dont les communiqués de presse concernant des sujets militaires.
- MI7 (c) - traduction et (à partir de 1917) régulation des visiteurs étrangers.
- MI7 (d) - propagande de presse internationale et relecture (gérée par la sous-section (b) jusqu'à la création de la sous-section (d) fin 1916).

## Dans les fictions
Dans le film James Bond 007 contre Dr No (1962), il y a deux références explicites au travail de James Bond au MI6 ; bizarrement une des missions (que 'M' décrit) a été doublée en français en « MI7 », bien que les lèvres de l'acteur prononcent clairement « MI6 »,.
Le personnage joué par Rowan Atkinson dans les parodies de film d'espionnage de la série Johnny English, est un agent du MI7.
Dans St. Trinian's 2: The Legend of Fritton's Gold, la leader Kelly Jones se prévaut du MI7.